# Amance (Alta Saona)
Amance è un comune francese di 713 abitanti situato nel dipartimento dell'Alta Saona, nella regione della Borgogna-Franca Contea.

## Società

### Evoluzione demografica
Abitanti censiti